# Liste des codes DSM-IV
Le Manuel diagnostique et statistique des troubles mentaux, 4e édition (DSM-IV), est un manuel publié par l'Association américaine de psychiatrie (APA) en 1994 (DSM-IV) et mis à jour en 2000 (Manuel diagnostique et statistique des troubles mentaux, 4e édition, texte révisé abrégé en DSM-IV-TR). Il inclut tous les actuels troubles reconnus de la santé mentale. Le système de codification utilisé dans le DSM est différent de la Classification internationale des maladies (CIM).

## Troubles habituellement diagnostiqués pendant la petite enfance, la deuxième enfance ou l'adolescence

### Retard mental
- 317 Retard mental léger
- 318.0 Retard mental modéré
- 318.1 Retard mental sévère
- 318.2 Retard mental profond
- 319 Retard mental, sévérité non spécifiée

### Troubles des apprentissages
- 315.00 Trouble de la lecture
- 315.1 Trouble du calcul
- 315.2 Trouble de l'expression écrite
- 315.9 Trouble des apprentissages non spécifié

### Trouble des habiletés motrices
- 315.4 Trouble de l'acquisition de la coordination

### Troubles de la communication
- 315.31 Trouble du langage de type expressif
- 315.32 Trouble du langage de type mixte réceptif/expressif (Dysphasie, Aphasie réceptive)
- 315.39 Trouble phonologique
- 307.0 Bégaiement
- 307.9 Trouble de la communication non spécifié

### Troubles envahissants du développement
- 299.00 Trouble autistique
- 299.80 Trouble de Rett
- 299.10 Trouble désintégratif de l'enfant
- 299.80 Trouble d'Asperger
- 299.80 Trouble envahissant du développement non spécifié

### Comportements perturbateurs et déficit de l'attention
- Déficit de l'attention/hyperactivité
  - 314.01 Type mixte
  - 314.01 Type hyperactivité-impulsivité prédominante
  - 314.00 Type inattention prédominante
  - 314.9 Déficit de l'attention/hyperactivité non spécifié
- Trouble des conduites
  - 312.81 Début d'enfance
  - 312.82 Début d'adolescence
  - 312.89 Début non spécifié
- 313.81 Trouble oppositionnel avec provocation
- 312.9 Comportements perturbateurs et déficit de l'attention non spécifiés

### Trouble de l'alimentation de la première ou deuxième enfance
- 307.52 Pica
- 307.53 Mérycisme
- 307.59 Trouble de l'alimentation de la première ou deuxième enfance

### Vocalisation / mouvements anormaux
- 307.23 Syndrome de Gilles de la Tourette
- 307.22 Tic moteur ou vocal chronique
- 307.21 Tic transitoire
- 307.20 Tic non spécifié

### Trouble du contrôle sphinctérien
- Encoprésie
  - 787.6 Encoprésie, avec constipation et incontinence par débordement
  - 307.7 Encoprésie, sans constipation et incontinence par débordement
- 307.6 Énurésie (non liée à une condition médicale générale)

### Autres troubles de la première enfance, de la deuxième enfance ou de l'adolescence
- 309.21 Anxiété de séparation
- 313.23 Mutisme sélectif
- 313.89 Trouble réactionnel de l'attachement de la première ou de la deuxième enfance
- 307.3 Mouvements stéréotypés
- 313.9 Troubles de la première enfance, de la deuxième enfance ou de l'adolescence non spécifié

Sommaire

## Delirium, démence, trouble amnésique et autres troubles cognitifs

### Delirium
- 293.0 Delirium dû à une affection médicale générale
  - Delirium induit par une substance
  - Delirium dû à l'intoxication par une substance
  - Delirium dû au sevrage d'une substance
- 780.09 Delirium non spécifié

### Démence
- Démence de type Alzheimer, à début précoce
  - 294.10 Sans perturbation du comportement
  - 294.11 Avec perturbation du comportement
- Démence de type Alzheimer, à début tardif
  - 294.10 Sans perturbation du comportement
  - 294.11 Avec perturbation du comportement
- Démence vasculaire
  - 290.40 Non compliquée
  - 290.41 Avec delirium
  - 290.42 Avec délires
  - 290.43 Avec humeur dépressive
- Démence due au SIDA
  - 294.10 Sans perturbation du comportement
  - 294.11 Avec perturbation du comportement
- Démence due à un traumatisme crânien
  - 294.10 Sans perturbation du comportement
  - 294.11 Avec perturbation du comportement
- Démence due à la maladie de Parkinson
  - 294.10 Sans perturbation du comportement
  - 294.11 Avec perturbation du comportement
- Démence due à la  maladie de Huntington
  - 294.10 Sans perturbation du comportement
  - 294.11 Avec perturbation du comportement
- Démence due à la maladie de Pick
  - 294.10 Sans perturbation du comportement
  - 294.11 Avec perturbation du comportement
- Démence due à la maladie de Creutzfeldt-Jakob
  - 294.10 Sans perturbation du comportement
  - 294.11 Avec perturbation du comportement
- Démence due à une autre condition médicale
  - 294.10 Sans perturbation du comportement
  - 294.11 Avec perturbation du comportement
- 294.8 Démence non spécifiée

### Trouble amnésique
- 294.0 Trouble amnésique dû à une affection médicale générale
  - Trouble amnésique persistant induit par une substance
- 294.8 Trouble amnésique non spécifié

### Autre trouble cognitif
- 294.9 Trouble cognitif non spécifié

Sommaire

## Troubles mentaux dus à une affection médicale générale non spécifié
- 293.89 Trouble catatonique dû à... [indiquer la condition médicale générale]
- 310.1 Modification de la personnalité dû à... [indiquer la condition médicale générale]
- 293.9 Trouble mental non spécifié dû à... [indiquer la condition médicale générale]

Sommaire

## Troubles liés à une substance

### Troubles liés à l'alcool
- Alcool
  - 305.00 Abus
  - 303.90 Dépendance
  - 291.89 - Induit(e) par un trouble anxieux
  - 291.89 - Induit(e) par un trouble de l'humeur
  - 291.1 - Induit(e) par un trouble amnésique persistant
  - 291.2 - Induit(e) par une démence persistante
  - 291.5 - Induit(e) par un trouble psychotique, avec délires
  - 291.3 - Induit(e) par un trouble psychotique, avec hallucinations
  - 291.89 - Induit(e) par une dysfonction sexuelle
  - 291.89 - Induit(e) par un trouble du sommeil
  - 303.00 Intoxication
  - 291.0 Delirium dû à une intoxication
  - 291.9 - Trouble lié non spécifié
  - 291.81 Sevrage
  - 291.0 Delirium du sevrage

### Troubles liés à l'utilisation d'amphétamine
- Amphétamine (ou de type amphétamine)
  - 305.70 Abus
  - 304.40 Dépendance
  - 292.89 - Induit(e) par un trouble anxieux
  - 292.84 - Induit(e) par un trouble de l'humeur
  - 292.11 - Induit(e) par un trouble psychotique, avec délires
  - 292.12 - Induit(e) par un trouble psychotique, avec hallucinations
  - 292.89 - Induit(e) par une dysfonction sexuelle
  - 292.89 - Induit(e) par un trouble du sommeil
  - 292.89 Intoxication
  - 292.81 Delirium dû à une intoxication
  - 292.9 - Autre trouble lié non spécifié
  - 292.0 Sevrage

### Troubles liés à la caféine
- Caféine
  - 292.89 - Induit(e) par un trouble anxieux
  - 292.89 - Induit(e) par un trouble du sommeil
  - 305.90 Intoxication
  - 292.9 - Trouble lié non spécifié

### Troubles liés au cannabis
- Cannabis
  - 305.20 Abus
  - 304.30 Dépendance (en)
  - 292.89 - Induit(e) par un trouble anxieux
  - 292.11 - Induit(e) par un trouble psychotique, avec délires
  - 292.12 - Induit(e) par un trouble psychotique, avec hallucinations
  - 292.89 Intoxication
  - 292.81 Delirium dû à une intoxication
  - 292.9 - Trouble lié non spécifié

### Troubles liés à la cocaïne
- Cocaïne
  - 305.60 Abus
  - 304.20 Dépendance
  - 292.89 - Induit(e) par un trouble anxieux
  - 292.84 - Induit(e) par un trouble de l'humeur
  - 292.11 - Induit(e) par un trouble psychotique, avec délires
  - 292.12 - Induit(e) par un trouble psychotique, avec hallucinations
  - 292.89 - Induit(e) par une dysfonction sexuelle
  - 292.89 - Induit(e) par un trouble du sommeil
  - 292.89 - Intoxication
  - 292.81 Delirium dû à une intoxication
  - 292.9 Trouble lié non spécifié
  - 292.0 - Sevrage

### Troubles liés aux hallucinogènes
- Hallucinogènes
  - 305.30 Abus
  - 304.50 Dépendance
  - 292.89 - Induit(e) par un trouble anxieux
  - 292.84 - Induit(e) par un trouble de l'humeur
  - 292.11 - Induit(e) par un trouble psychotique, avec délires
  - 292.12 - Induit(e) par un trouble psychotique, avec délires hallucinations
  - 292.89 - Intoxication
  - 292.81 - Delirium dû à une intoxication
  - 292.89 Trouble de la perception persistant
  - 292.9 Trouble lié non spécifié

### Troubles liés aux solvants volatils
- Solvants volatils
  - 305.90 Abus
  - 304.60 Dépendance
  - 292.89 - Induit(e) par un trouble anxieux
  - 292.84 - Induit(e) par un trouble de l'humeur
  - 292.82 - Induit(e) par une démence persistante
  - 292.11 - Induit(e) par un trouble psychotique, avec délires
  - 292.12 - Induit(e) par un trouble psychotique, avec hallucinations
  - 292.89 Intoxication
  - 292.81 Delirium dû à une intoxication
  - 292.9 - Trouble lié non spécifié

### Troubles liés à la nicotine
- Nicotine
  - 305.1 Dépendance
  - 292.9 - Trouble lié non spécifié
  - 292.0 Sevrage

### Troubles liés aux opioïdes
- Opioïde
  - 305.50 Abus
  - 304.00 Dépendance
  - 292.84 - Induit(e) par un trouble de l'humeur
  - 292.11 - Induit(e) par un trouble psychotique, avec délires
  - 292.12 - Induit(e) par un trouble psychotique, avec hallucinations
  - 292.89 - Induit(e) par une dysfonction sexuelle
  - 292.89 - Induit(e) par un trouble du sommeil
  - 292.89 Intoxication
  - 292.81 Delirium dû à une intoxication
  - 292.9 - Trouble lié non spécifié
  - 292.0 Sevrage

### Troubles liés à phéncyclidine
- Phéncyclidine
  - 305.90 Abus
  - 304.60 Dépendance
  - 292.89 - Induit(e) par un trouble anxieux
  - 292.84 - Induit(e) par un trouble du sommeil
  - 292.11 - Induit(e) par un trouble psychotique, avec délires
  - 292.12 - Induit(e) par un trouble psychotique, avec hallucinations
  - 292.89 Intoxication
  - 292.81 Intoxication delirium
  - 292.9 - Trouble lié non spécifié

Sommaire

## Schizophrénie et autres troubles psychotiques
- Schizophrénie
  - 295.20 Type catatonique
  - 295.10 Type hébéphrénique
  - 295.30 Type paranoïde
  - 295.60 Type résiduel
  - 295.90 Type indifférencié
- 295.40 Trouble schizophréniforme
- 295.70 Trouble schizoaffectif
- 297.1 Trouble délirant
  - Type érotomaniaque
  - Type mégalomane
  - ÀType de jalousie
  - À type de persécution
  - Type somatique
  - Type mixte
  - Type non spécifié
- 298.8 Trouble psychotique bref
- 297.3 Folie à deux
- Trouble psychotique dû à... [indiquer la condition médicale générale]
  - 293.81 Avec délires
  - 293.82 Avec hallucinations
- 298.9 Trouble psychotique non spécifié

Sommaire

## Troubles de l'humeur

### Troubles dépressifs
- 300.4 Trouble dysthymique
- Dépression majeure
  - Dépression majeure, récurrente
    - 296.36 En rémission complète
    - 296.35 En rémission partielle
    - 296.31 Légère
    - 296.32 Modérée
    - 296.33 Sévère sans symptômes psychotiques
    - 296.34 Sévère avec symptômes psychotiques
    - 296.30 Non spécifiée

  - Dépression majeure, épisode isolé
    - 296.26 En rémission complète
    - 296.25 En rémission partielle
    - 296.21 Léger
    - 296.22 Modéré
    - 296.23 Sévère sans symptômes psychotiques
    - 296.24 Sévère avec symptômes psychotiques
    - 296.20 Non spécifié
- 311 Dépression majeure non spécifiée

### Troubles bipolaires
- Troubles bipolaires
  - 296.80 Trouble bipolaire non spécifié
  - Trouble bipolaire I, épisode dépressif récent
    - 296.56 En rémission complète
    - 296.55 En rémission partielle
    - 296.51 Léger
    - 296.52 Modéré
    - 296.53 Sévère sans symptômes psychotiques
    - 296.54 Sévère avec symptômes psychotiques
    - 296.50 Non spécifié

  - 296.40 Trouble bipolaire I, épisode hypomaniaque récent
  - Trouble bipolaire I, épisode maniaque
    - 296.46 En rémission complète
    - 296.45 En rémission partielle
    - 296.41 Léger
    - 296.42 Modéré
    - 296.43 Sévère sans symptômes psychotiques
    - 296.44 Sévère avec symptômes psychotiques
    - 296.40 Non spécifié

  - Trouble bipolaire I, épisode mixte récent
    - 296.66 En rémission complète
    - 296.65 En rémission partielle
    - 296.61 Léger
    - 296.62 Modéré
    - 296.63 Sévère sans symptômes psychotiques
    - 296.64 Sévère avec symptômes psychotiques
    - 296.60 Non spécifié

  - 296.7 Trouble bipolaire, épisode récent non spécifié
  - 296.6 Trouble bipolaire, épisode maniaque isolé
    - 296.06 En rémission complète
    - 296.05 En rémission partielle
    - 296.01 Léger
    - 296.02 Modéré
    - 296.03 Sévère sans symptômes psychotiques
    - 296.04  Sévère avec symptômes psychotiques
    - 296.00 Non spécifié

  - 296.89 Trouble bipolaire II
- 301.13 Trouble cyclothymique
- Trouble de l'humeur
  - 293.83 Trouble de l'humeur dû à... [indiquer une condition médicale générale]
  - 296.90 Trouble de l'humeur non spécifié

Sommaire

## Troubles anxieux
- 300.02 Anxiété généralisée
- Peur panique
  - 300.21 Avec agoraphobie
  - 300.01 Sans agoraphobie
- 300.22 Agoraphobie sans antécédent de Trouble panique
- 300.29 Phobie spécifique
- 300.23 Phobie sociale
- 300.3 Trouble obsessionnel compulsif
- 309.81 Trouble de stress post-traumatique
- 308.3 Réaction aiguë au stress
- Trouble anxieux
  - 293.84 Trouble anxieux dû à une condition médicale générale
  - 293.89 Trouble anxieux dû à... [indiquer une condition médicale générale]
  - 300.00 Trouble anxieux non spécifié

Sommaire

## Troubles somatoformes
- 300.81 Trouble de somatisation
- 300.82 Trouble somatoforme indifférencié
- 300.11 Trouble de conversion
- 307.xx Trouble douloureux
  - 307.89 Associé à la fois à des facteurs psychologiques et à une affection médicale générale
  - 307.80 Associé à des facteurs psychologiques
- 300.7 Hypocondrie
- 300.7 Dysmorphobie
- 300.82 Trouble somatoforme non spécifié

Sommaire

## Troubles Factices(ouPathomimie)
- Pathomimie
  - 300.16 Avec signes et symptômes psychologiques prédominants
  - 300.19 Avec signes et symptômes physiques prédominants
  - 300.19 Avec une association de signes et de symptômes psychologiques et physiques
  - 300.19 Pathomimie non spécifié

## Troubles dissociatifs
- 300.6 Dépersonnalisation
- 300.12 Amnésie dissociative
- 300.14 Trouble dissociatif de l'identité
- 300.15 Trouble dissociatif, non spécifié

## Dysfonctions sexuelles et troubles de l'identité sexuelle

### Dysfonctions sexuelles
- 625.8 - chez la femme
- 608.89 - chez l'homme
- 302.71 Baisse du désir sexuel
- 302.79 Aversion sexuelle
- 302.72 Trouble de l'érection chez l'homme
- 302.72 Trouble de l'excitation sexuelle chez la femme
- 607.84 Trouble de l'érection chez l'homme dû à... [Indiquer l'affection médicale générale]
- 302.73 Trouble de l'orgasme chez la femme
- 302.74 Trouble de l'orgasme chez l'homme
- 302.75 Éjaculation précoce
- 302.76 Dyspareunie (non liée à une condition médicale générale)
- 625.0 Dyspareunie chez la femme due à... [Indiquer l'affection médicale générale]
- 608.89 Trouble : baisse du désir sexuel chez l'homme due à... [Indiquer l'affection médicale générale]
- 306.51 Vaginisme (non liée à une condition médicale générale)
- 625.8 Trouble : baisse du désir sexuel chez la femme due à... [Indiquer l'affection médicale générale]
- 608.89 Autre dysfonction sexuelle chez l'homme due à... [Indiquer l'affection médicale générale]

### Déviations de l'excitation sexuelle
- 302.4 Exhibitionnisme
- 302.81 Fétichisme
- 302.89 Frotteurisme
- 302.2 Pédophilie
- 302.83 Masochisme sexuel
- 302.84 Sadisme sexuel
- 302.3 Travestissement fétichiste
- 302.82 Voyeurisme
- 302.9 Paraphilie non spécifiée

### Trouble de l'identité sexuelle
- Trouble de l'identité sexuelle
  - 302.85 - chez l'adolescent ou l'adulte
  - 302.6 - chez l'enfant
  - 302.6 Trouble de l'identité sexuelle non spécifié
- 302.9 Trouble sexuel non spécifié

## Troubles des conduites alimentaires
- 307.1 Anorexie mentale
- 307.51 Boulimie
- 307.50 Trouble des conduites alimentaires non spécifié

Sommaire

## Troubles du sommeil

### Troubles primaires du sommeil - Dyssomnie
- 307.42 Insomnie primaire
- 307.44 Hypersomnie primaire
- 347 Narcolepsie
- 780.59 Trouble du sommeil lié à la respiration
- 307.45 Trouble du sommeil lié au rythme circadien
  - Type avec retard de phase
  - Type changement de fuseaux horaires
  - Typetravail posté
  - Type non spécifié
- 307.47 Dyssomnie non spécifiée

### Parasomnies
- 307.47 Cauchemars
- 307.46 Terreur nocturne
- 307.46 Somnambulisme
- 307.47 Parasomnie non spécifiée

### Troubles du sommeil liés à un autre trouble mental
- 307.42 Insomnie liée à... [Indiquer le Trouble]
- 307.44 Hypersomnie liée à... [Indiquer le Trouble]

### Autres troubles du sommeil
- 780.xx Trouble du sommeil dû à... [indiquer une condition médicale générale]
  - 780.52 Type insomnie
  - 780.54 Type hypersomnie
  - 780.59 Type parasomnie
  - 780.59 Type mixte
- 780.59 Trouble du sommeil induit par une substance [Avec début pendant l'intoxication / Avec début pendant le sevrage]
  - Type insomnie
  - Type hypersomnie
  - Type parasomnie
  - Type mixte

## Trouble du contrôle des impulsions non spécifié
- 312.34 Trouble explosif intermittent
- 312.32 Kleptomanie
- 312.31 Jeu pathologique
- 312.33 Pyromanie
- 312.39 Trichotillomanie
- 312.30 Trouble du contrôle des impulsions non spécifié

## Troubles de l'adaptation
- Trouble de l'adaptation
  - 309.0 Avec humeur dépressive
  - 309.24 Avec anxiété
  - 309.28 Avec anxiété mixte et état dépressif
  - 309.3 Avec perturbation des conduites
  - 309.4 Avec perturbation à la fois des émotions et des conduites
  - 309.9 Non spécifié

## Traits de personnalité inadaptés
Groupe A
- 301.0 Trouble de la personnalité paranoïaque
- 301.20 Trouble de la personnalité schizoïde
- 301.22 Trouble de la personnalité schizotypique

Groupe B
- 301.7 Trouble de la personnalité antisocial
- 301.83 Trouble de la personnalité borderline
- 301.50 Trouble de la personnalité histrionique
- 301.81 Trouble de la personnalité narcissique

Groupe C
- 301.82 Trouble de la personnalité évitante
- 301.6 Trouble de la personnalité dépendante
- 301.4 Névrose obsessionnelle
- 301.9 Trouble de la personnalité non spécifié

Sommaire

## Autres situations qui peuvent faire l'objet d'un examen clinique

### Facteurs psychologiques influençant une affection médicale
- V61.20 Problème relationnel parent-enfant
- V61.10 Problème relationnel avec le partenaire
- V61.8 Problème relationnel dans la fratrie
- V62.81 Problème relationnel non spécifié

### Problèmes liés à l'abus ou lanégligence
- V61.21 Abus physique d'un enfant
  - 995.54 Le motif d'examen concerne la victime
- V61.21 Abus sexuel d'un enfant
  - 995.53 Le motif d'examen concerne la victime
- V61.21 Négligence envers un enfant
  - 995.52 Le motif d'examen concerne la victime
- V61.12 Abus physique d'un adulte par le partneraire
  - 995.81 Le motif d'examen concerne la victime
- V62.83 Abus physique d'un adulte par une autre personne que le partenaire 
  - 995.81 Le motif d'examen concerne la victime
- V61.12 Abus sexuel d'un adulte par le partenaire
- V62.83 Abus sexuel d'un adulte par une autre personne que le partenaire
  - 995.81 Le motif d'examen concerne la victime

### Situation supplémentaires qui peuvent faire l'objet d'un examen clinique
- V15.81 Non-observance du traitement
- V65.2 Simulation
- V71.01 Comportement antisocial de l'adulte
- V71.02 Comportement antisocial de l'enfant ou de l'adolescent
- V62.89 Fonctionnement intellectuel limite
- 780.9 Déclin cognitif lié à l'âge
- V62.82 Deuil
- V62.3 Problème scolaire ou universitaire
- V62.2 Problème professionnel
- 313.82 Problème d'identité
- V62.89 Problème religieux ou spirituel
- V62.4 Problème lié à l'acculturation
- V62.89 Problème en rapport avec une étape de la vie